# Cmentarz mariawicki w Arkadii
Cmentarz mariawicki w Arkadii-Zielkowicach – założony na początku XX wieku cmentarz Kościoła Starokatolickiego Mariawitów położony we wsi Arkadia, na terenie parafii Kościoła Starokatolickiego Mariawitów w Łowiczu. Cmentarz w bardzo dobrym stanie, znajduje się na ostępie leśnym.  
Historia cmentarza w Arkadii łączy się z historią parafii mariawickiej w Łowiczu. Parafia ta została założona w 1908, wtedy liczyła 250 wiernych, a przewodniczył jej ks. Stanisław Siedlecki. Wyznawcy wznieśli kościół w 1910 roku przy ówczesnej ul. Glinki (dziś Al. Henryka Sienkiewicza i róg ul. Akademickiej) według planów Jana Zaze. Wieść o mariawitach rozniosła się po okolicznych miejscowościach, także w Arkadii i sąsiednich Zielkowicach część ludności przeszła do Kościoła Mariawitów, czego pamiątką była organizacja oddzielnego cmentarza wyznaniowego.
Z nieoficjalnych informacji wynika, że cmentarz mariawicki w Arkadii powstał przed I wojną światową. Najstarszy zachowany grób pochodzi z 1916 roku. Wiarę tę obecnie w Arkadii wyznają cztery rodziny. Cmentarz ten założyli mariawici z tej wsi, którzy w przeszłości stanowili co najmniej 30 procent ogółu jej mieszkańców.